# Арве
Арве (фр. Arvert) — коммуна во Франции, находится в регионе Новая Аквитания. Департамент коммуны — Шаранта Приморская. Входит в состав кантона Ла-Трамблад. Округ коммуны — Рошфор.
Код INSEE коммуны — 17021.

## Население
Население коммуны на 2010 год составляло 3117 человек.
| 1962 | 1968 | 1975 | 1982 | 1990 | 1999 | 2010 |
| ---- | ---- | ---- | ---- | ---- | ---- | ---- |
| 2155 | 2183 | 2380 | 2541 | 2734 | 2886 | 3117 |

## Экономика
В 2010 году среди 1863 человек трудоспособного возраста (15—64 лет) 1293 были экономически активными, 570 — неактивными (показатель активности — 69,4 %, в 1999 году было 66,7 %). Из 1293 активных жителей работали 1126 человек (589 мужчин и 537 женщин), безработных было 167 (69 мужчин и 98 женщин). Среди 570 неактивных 115 человек были учениками или студентами, 301 — пенсионерами, 154 были неактивными по другим причинам.